# Liste der Träger des Right Livelihood Award
Die Liste der Träger des Right Livelihood Award enthält in chronologischer Reihenfolge die Personen oder Institutionen, die mit dem Right Livelihood Award (auch unter der nicht offiziellen Bezeichnung „Alternativer Nobelpreis“ bekannt) ausgezeichnet wurden. Verliehen wird der Preis in aller Regel Ende November oder Anfang Dezember im Jahr der Bekanntgabe.

## Preisträger
| 1980 • 1981 • 1982 • 1983 • 1984 • 1985 • 1986 • 1987 • 1988 • 1989 |
| 1990 • 1991 • 1992 • 1993 • 1994 • 1995 • 1996 • 1997 • 1998 • 1999 |
| 2000 • 2001 • 2002 • 2003 • 2004 • 2005 • 2006 • 2007 • 2008 • 2009 |
| 2010 • 2011 • 2012 • 2013 • 2014 • 2015 • 2016 • 2017 • 2018 • 2019 |
| 2020 • 2021 • 2022 • 2023 • 2024                                    |

### 1980–1989
| Jahr | Person oder Einrichtung                                                                                | Land zur Zeit der Auszeichnung             | Hintergrund und Begründung | Bild                                                       |
| ---- | --- | ------------------------------------------ | --- | ---------------------------------------------------------- |
| 1980 | Hassan Fathy (1900–1989)                                                                               | Ägypten                                    | Architekt, für die „Entwicklung einer Architektur für die Armen“ | Hassan Fathy                                               |
| 1980 | Plenty International (gegr. 1974), Stephen Gaskin (1935–2014)                                          | Vereinigte Staaten                         | für seinen Einsatz und Sorge für Bedürftige in den USA und anderen Ländern und die gemeinsame Arbeit mit ihnen | Stephen Gaskin                                             |
| 1981 | Mike Cooley (1934–2020)                                                                                | Vereinigtes Königreich                     | Ingenieur und Gewerkschaftsaktivist |                                                            |
| 1981 | Bill Mollison (1928–2016)                                                                              | Australien                                 | Erfinder der Permakultur | Bill Mollison                                              |
| 1981 | Patrick van Rensburg (1931–2017)                                                                       | Botswana                                   | Gründer von Education with Production, für die Entwicklung vorbildlicher Bildungsmodelle für die Mehrheit der Menschen in der „Dritten Welt“ |                                                            |
| 1982 | Erik Dammann (* 1931), The Future in Our Hands (gegr. 1974)                                            | Norwegen                                   | Ehrenpreis | Erik Dammann                                               |
| 1982 | Anwar Fazal (* 1941)                                                                                   | Malaysia                                   | Gründer von Consumer Interpol, für den Kampf um mehr Rechte für Konsumenten und seinen Einsatz dafür, Verbraucher in aller Welt dazu zu ermuntern, diese Rechte auch einzufordern |                                                            |
| 1982 | Petra Kelly (1947–1992)                                                                                | BR Deutschland                             | für Frieden und Konfliktlösung | Petra Kelly                                                |
| 1982 | Participatory Institute for Development Alternatives (PIDA, gegr. 1980)                                | Sri Lanka                                  | |                                                            |
| 1982 | George Trevelyan (1906–1996)                                                                           | Vereinigtes Königreich                     | Gründer von Wrekin Trust (gegr. 1971) |                                                            |
| 1983 | Leopold Kohr (1909–1994)                                                                               | Österreich                                 | Ehrenpreis |                                                            |
| 1983 | Häuptling Ibedul Gibbons (1944–2021) und das Volk von Belau                                            | Palau                                      | | Ibedul Gibbons · Flagge von Palau                          |
| 1983 | Amory Lovins (* 1947), Hunter Lovins (* 1950)                                                          | Vereinigte Staaten                         | Gründer von Rocky Mountain Institute (gegr. 1982), als Pioniere der Nutzung sanfter Energie zugunsten globaler Sicherheit und dafür, dass sie aufgezeigt haben, dass Energieeinsparung, die Nutzung erneuerbarer Energieressourcen sowie deren dezentrale Nutzung nicht nur ökologisch anstrebenswert, sondern auch ökonomisch sinnvoll sind.           | Amory Lovins · Hunter Lovins                               |
| 1983 | Manfred Max-Neef (1932–2019)                                                                           | Chile                                      | Gründer von Centre for Development Alternatives (CEPAUR), für die Wiederbelebung kleiner und mittlerer Gemeinschaften, die Stärkung ihres Selbstvertrauens und Unterstützung bei der Rückkehr zu den Wurzeln | Manfred Max-Neef                                           |
| 1984 | Imane Khalifeh (1955–1995)                                                                             | Libanon                                    | Ehrenpreis |                                                            |
| 1984 | Self-Employed Women’s Association (SEWA, gegr. 1972), Ela Bhatt (1933–2022)                            | Indien                                     | für die Ermutigung von selbständig arbeitenden Frauen, sich für ihr Wohlergehen und Selbstbewusstsein gewerkschaftlich zu organisieren | Self-Employed Women’s Association · Ela Bhatt              |
| 1984 | Winefreda Geonzon (1941–1990), Free Legal Assistance Volunteers Association (FREE LAVA, gegr. um 1978) | Philippinen                                | |                                                            |
| 1984 | Wangari Maathai (1940–2011)                                                                            | Kenia                                      | Gründerin vom Green Belt Movement (gegr. 1977), Aufforstungsprojekte in Kenia/Ostafrika | Wangari Maathai                                            |
| 1985 | Theo van Boven (* 1934)                                                                                | Niederlande                                | Ehrenpreis | Theo van Boven                                             |
| 1985 | Cary Fowler (* 1949), Pat Mooney (* 1947)                                                              | Kanada                                     | Gründer von Rural Advancement Fund International (RAFI; heute ETC Group), für ihren Einsatz zur Bewahrung genetischer Ressourcen in der Landwirtschaft der Dritten Welt | Cary Fowler · Pat Mooney                                   |
| 1985 | Lokayan (gegr. 1980)                                                                                   | Indien                                     | Forum für Begegnung, Schulung, Informationen und Aktionen von Sozialwissenschaftlern und politischen Aktivisten für gesellschaftliche Veränderungen in Indien |                                                            |
| 1985 | Duna Kör (gegr. 1984), János Vargha                                                                    | Ungarn                                     | Umweltschutzgruppe gegen den Bau eines Staudamms in der Donau bei Nagymaros und die Zerstörung des natürlichen Lebensraumes |                                                            |
| 1986 | Robert Jungk (1913–1994)                                                                               | Österreich                                 | Ehrenpreis, Zukunftsforscher |                                                            |
| 1986 | Rosalie Bertell (1929–2012), Alice Stewart (1906–2002)                                                 | Vereinigte Staaten, Vereinigtes Königreich | für die Aufdeckung der tatsächlichen Gefahren – entgegen den offiziellen Behauptungen – geringer Strahlendosen und für die Aufklärung der Öffentlichkeit über die Zerstörung der Biosphäre und der menschlichen Gene durch niedrige Strahlendosen | Rosalie Bertell (vierte von rechts) · Alice Stewart        |
| 1986 | Ladakh Ecological Development Group (gegr. 1983), Helena Norberg-Hodge (* 1946)                        | Indien, Schweden                           | für die Bewahrung der traditionellen Kultur und der Werte von Ladakh gegen Bedrohungen durch Tourismus und Entwicklung. | Ladakh Ecological Development Group · Helena Norberg-Hodge |
| 1986 | Evaristo Nugkuag (* 1950)                                                                              | Peru                                       | Gründer von AIDESEP, für die Organisation des Schutzes der Rechte der Ureinwohner im Amazonasbecken | Evaristo Nugkuag                                           |
| 1987 | Johan Galtung (1930–2024)                                                                              | Norwegen                                   | Ehrenpreis, für Frieden und Konfliktlösung | Johan Galtung                                              |
| 1987 | Chipko-Bewegung (gegr. 1973)                                                                           | Indien                                     | für den Einsatz für Erhalt, Erholung und ökologisch sinnvolle Nutzung der natürlichen Ressourcen Indiens | Chipko-Bewegung                                            |
| 1987 | Hans-Peter Dürr (1929–2014)                                                                            | BR Deutschland                             | in Anerkennung seiner fundierten Kritik der Strategischen Verteidigungsinitiative und seiner Arbeit, hochentwickelte Technologien für friedliche Zwecke nutzbar zu machen | Hans-Peter Dürr                                            |
| 1987 | Frances Moore Lappé (* 1944), Institute for Food and Development Policy (gegr. 1975)                   | Vereinigte Staaten                         | für die Aufdeckung der politischen und wirtschaftlichen Ursachen des Hungers in der Welt und die Entwicklung von Methoden zu deren Bekämpfung | Frances Moore-Lappé · Food First                           |
| 1987 | Mordechai Vanunu (* 1954)                                                                              | Israel                                     | für Frieden und Konfliktlösung | Mordechai Vanunu                                           |
| 1988 | Inge Genefke (* 1938)                                                                                  | Dänemark                                   | Ehrenpreis für ihren Einsatz, die Gesundheit und Persönlichkeit jener Menschen wiederherzustellen, deren Leben durch Folter zerstört wurde. Gründung des Rehabilitation and Research Centre for Torture Victims (RCT) (gegr. 1982), heute Dignity – Dänisches Institut gegen Folter und International Rehabilitation Council for Torture Victims (IRCT) |                                                            |
| 1988 | José Lutzenberger (1926–2002)                                                                          | Brasilien                                  | als einer der effektivsten und vielseitigsten Umweltaktivisten Lateinamerikas | José Lutzenberger                                          |
| 1988 | John F. Charlewood Turner (1927–2023)                                                                  | Vereinigtes Königreich                     | für die Verteidigung des Rechts des Menschen, ihre Gemeinschaften zu organisieren sowie ihre eigenen Wohnräume zu planen, zu bauen und zu erhalten |                                                            |
| 1988 | Sahabat Alam Malaysia (SAM, gegr. 1977)                                                                | Malaysia                                   | für den beispielhaften Kampf um den Erhalt der Regenwälder von Sarawak | Sahabat Alam Malaysia                                      |
| 1989 | Seikatsu Club Consumers’ Cooperative (SCCC, gegr. 1965)                                                | Japan                                      | Ehrenpreis | Seikatsu Club Consumers’ Cooperative                       |
| 1989 | Melaku Worede (1936–2023)                                                                              | Äthiopien                                  | für ein richtungsweisendes Projekt zur dauerhaften Bekämpfung des Hungers durch den Aufbau eines der besten Zentren der Welt zur Bewahrung von Saatgut und für den Einsatz zum Erhalt der Artenvielfalt und der Weisheit der afrikanischen Bauern zum Nutzen der gesamten Menschheit                                                                    |                                                            |
| 1989 | Aklilu Lemma (1934–1997), Legesse Wolde-Yohannes (* 1936)                                              | Äthiopien                                  | für ihre profunde Erforschung der Eigenschaften der Endod-Pflanze als preiswertes Vorbeugungsmittel gegen Bilharziose sowie für ihren Kampf zur Überwindung der Voreingenommenheit der westlichen Medizin gegenüber der Forschung der Dritten Welt | Aklilu Lemma                                               |
| 1989 | Survival International (gegr. 1969)                                                                    | Vereinigtes Königreich                     | für den längsten, umfassendsten und wirksamsten Kampf für die Rechte, die Lebensweise und die Selbstbestimmung indigener Völker unter Berücksichtigung ihrer Rolle als ökologisches Lebensmodell | Survival International                                     |

### 1990–1999
| Jahr | Person oder Einrichtung | Land zur Zeit der Auszeichnung       | Hintergrund und Begründung | Bild                                 |
| ---- | --- | ------------------------------------ | --- | ------------------------------------ |
| 1990 | Alice Tepper Marlin (* 1944)                                                                                                   | Vereinigte Staaten                   | Ehrenpreis, weil sie dem westlichen Wirtschaftssystem einen Weg der Entwicklung zu funktionierendem Humanismus gezeigt hat |                                      |
| 1990 | Bernard Lédéa Ouédraogo (1930–2017)                                                                                            | Burkina Faso                         | für die Förderung der Naam-Bewegung in Burkina Faso und der Gründung des Six-S-Verbandes zur Stärkung der Bauernselbsthilfe-Bewegung in ganz Westafrika |                                      |
| 1990 | Felicia Langer (1930–2018) | Deutschland                          | für ihren vorbildlich couragierten Kampf für die Grundrechte der Palästinenser | Felicia Langer                       |
| 1990 | Asociación de Trabajadores Campesinos del Carare (ATCC, gegr. 1987)                                                            | Kolumbien                            | für Frieden und Konfliktlösung (Donaldo Qurioga Rueda) |                                      |
| 1991 | Edward Goldsmith (1928–2009)                                                                                                   | Vereinigtes Königreich               | Ehrenpreis für seine kompromisslose Kritik am Industrialismus und für die Propagierung umweltfreundlicher und sozial gerechter Alternativen |                                      |
| 1991 | Medha Patkar (* 1954), Baba Amte (1914–2008), Narmada Bachao Andolan (NBA, gegr. 1985)                                         | Indien                               | | Medha Patkar · Baba Amte             |
| 1991 | Marie-Thérèse Danielsson (1923–2003), Bengt Danielsson (1921–1997), Senator Jeton Anjain (1933–1993) und das Volk von Rongelap | Frankreich, Schweden, Marshallinseln | | Bengt Danielsson                     |
| 1991 | Bewegung der Landarbeiter ohne Boden (MST, gegr. 1985), Comissão Pastoral da Terra (CPT, gegr. 1975)                           | Brasilien                            | | Bewegung der Landarbeiter ohne Boden |
| 1992 | Finnish Village Movement Association                                                                                           | Finnland                             | Ehrenpreis |                                      |
| 1992 | Gonoshasthaya Kendra (gegr. 1972), Zafrullah Chowdhury (1941–2023)                                                             | Bangladesch                          | | Zafrullah Chowdhury                  |
| 1992 | Helen Mack Chang (* 1952) | Guatemala                            | Menschenrechtsaktivistin und Geschäftsfrau |                                      |
| 1992 | John Gofman (1918–2007), Alla Jaroschynska (* 1953)                                                                            | Vereinigte Staaten, Russland         | | John Gofman                          |
| 1993 | Arna Mer-Chamis (1929–1995) | Israel                               | Gründerin der in den israelisch besetzten Gebieten tätigen Kinderhilfsorganisation Care and Learning, für Frieden und Konfliktlösung | Arna Mer-Chamis                      |
| 1993 | Organisation of Rural Associations for Progress (ORAP, gegr. 1981)                                                             | Simbabwe                             | für den Aufbau einer bemerkenswerten Graswurzelbewegung und dafür, dass sie Millionen von Mitglieder motiviert hat, ihren eigenen Weg der menschlichen Entwicklung zu gehen |                                      |
| 1993 | Vandana Shiva (* 1952) | Indien                               | dafür, dass sie die Themen gesellschaftliche Stellung der Frau und Ökologie in den Diskurs um moderne Entwicklungspolitik eingebracht hat | Vandana Shiva                        |
| 1993 | Mary (1923–2005) und Carrie Dann (1932–2021)                                                                                   | Vereinigte Staaten                   | für ihren Kampf gegen Umweltzerstörung und Nukleartests in Nevada und für die Rechte der Western Shoshone | Mary und Carrie Dann                 |
| 1994 | Astrid Lindgren (1907–2002) | Schweden                             | Ehrenpreis für ihren Einsatz für Gerechtigkeit, Gewaltfreiheit und das Verständnis von Minderheiten | Astrid Lindgren                      |
| 1994 | Service Volunteered for All (SERVOL, gegr. 1970)                                                                               | Trinidad und Tobago                  | |                                      |
| 1994 | Hanumappa Reddy Sudarshan (* 1950), Vivekananda Girijana Kalyana Kendra (VGKK, gegr. 1981)                                     | Indien                               | dafür, dass sie aufgezeigt haben, wie Stammeskultur zu einem Fortschritt beitragen kann, der die Grundrechte und die Lebensnotwendigkeiten indigener Völker sichert und ihre Umwelt bewahrt | Hannumappa Reddy Sudarshan           |
| 1994 | Ken Saro-Wiwa (1941–1995), Movement for the Survival of the Ogoni People (MOSOP, gegr. 1990)                                   | Nigeria                              | |                                      |
| 1995 | András Biró (1925–2024), Hungarian Foundation for Self-Reliance (HFSR, gegr. 1990)                                             | Ungarn                               | für die entschlossene Verteidigung der ungarischen Roma-Minderheit und effektive Unterstützung zur Hilfe bei deren Selbsthilfe |                                      |
| 1995 | The Serb Civic Council (SCC, gegr. 1994)                                                                                       | Bosnien und Herzegowina              | für Frieden und Konfliktlösung |                                      |
| 1995 | Carmel Budiardjo (1925–2021)                                                                                                   | Vereinigtes Königreich               | Gründerin von TAPOL; dafür, dass sie die indonesische Regierung für ihre Taten verantwortlich gemacht und die universale Gültigkeit der Menschenrechte verteidigt haben | Carmel Budiardjo                     |
| 1995 | Sulak Sivaraksa (* 1933) | Thailand                             | für seine Vision, seine Aktivität und seinen spirituellen Einsatz im Streben nach einem Weg der Entwicklung, der auf Demokratie, Gerechtigkeit und kultureller Integrität basiert | Sulak Sivaraksa                      |
| 1996 | Herman Daly (1938–2022) | Vereinigte Staaten                   | Ehrenpreis für die Erweiterung der Wirtschaftswissenschaften um Aspekte der Ökologie und Ethik sowie die Mitbegründung der International Society for Ecological Economics (ISEE) |                                      |
| 1996 | Union der Komitees der Soldatenmütter Russlands (gegr. 1989)                                                                   | Russland                             | für ihren Mut bei der Verteidigung der gemeinsamen Menschenwürde von Russen und Tschetschenen im Tschetschenien-Krieg |                                      |
| 1996 | Kerala Sastra Sahitya Parishad (KSSP, gegr. 1962)                                                                              | Indien                               | für ihren großen Beitrag zu einem Entwicklungsmodell, das auf sozialer Gerechtigkeit und Mitbestimmung der Bevölkerung basiert |                                      |
| 1996 | Georgos Vithoulkas (* 1932) | Griechenland                         | für seinen außergewöhnlichen Beitrag, homöopathisches Wissen wiederzubeleben und Homöopathen auf höchstem Niveau auszubilden |                                      |
| 1997 | Joseph Ki-Zerbo (1922–2006) | Burkina Faso                         | Gründer des Zentrums für afrikanische Entwicklungsstudien (CEDA), für seine Arbeit an Modellen, die sich nicht an westlichen Vorbildern orientieren | Joseph Ki-Zerbo                      |
| 1997 | Jinzaburō Takagi (1938–2000), Mycle Schneider (* 1959)                                                                         | Japan, Frankreich                    | für die wissenschaftliche Exaktheit ihrer Forschungen und die Effektivität der Verbreitung von deren Ergebnissen. Diese haben geholfen, die Welt über die unvergleichbaren Gefahren, die die Auswirkung von Plutonium auf das menschliche Leben haben, aufzuklären und ermutigten viele Menschen, den Desinformationen und der Geheimhaltung zu widerstehen, mit denen die Plutonium-Industrie die Gefahren gegenüber der Öffentlichkeit zu vertuschen versucht | Mycle Schneider                      |
| 1997 | Michael Succow (* 1941) | Deutschland                          | für sein beispielhaftes Engagement zum Schutz wichtiger Ökosysteme und Areale von außergewöhnlichem ökologischen Wert für künftige Generationen | Michael Succow                       |
| 1997 | Cindy Duehring (1962–1999) | Vereinigte Staaten                   | dafür, dass sie ihre persönliche Tragödie (sie litt an Multipler Chemikalienunverträglichkeit) in den Dienst der Menschlichkeit stellt, indem sie anderen half, die Risiken, die von giftigen chemischen Stoffen ausgehen, zu verstehen und diese zu bekämpfen |                                      |
| 1998 | International Baby Food Action Network (IBFAN, gegr. 1979)                                                                     | Schweiz                              | für die engagierte und effektive Kampagne zur Förderung des natürlichen Stillens |                                      |
| 1998 | Samuel Epstein (1926–2018) | Vereinigte Staaten                   | für sein beispielhaftes wissenschaftliches Arbeiten und sein Engagement zur Vermeidung durch Umweltverschmutzung ausgelöster Krebserkrankungen |                                      |
| 1998 | Juan Pablo Orrego (* 1949), Grupo de Acción por el Biobío (GABB, gegr. 1991)                                                   | Chile                                | für den Kampf für nachhaltige Entwicklung in Chile | Juan Pablo Orrego                    |
| 1998 | Katarina Kruhonja (* 1949), Vesna Teršelič (* 1962)                                                                            | Kroatien                             | für ihren Einsatz für einen langfristig angelegten Friedensprozess und Versöhnung im Sinne einer demokratischen und toleranten Gesellschaft | Vesna Teršelič                       |
| 1999 | Hermann Scheer (1944–2010) | Deutschland                          | Ehrenpreis, für sein Engagement zur weltweiten Förderung der Sonnenenergie und gegen politische und institutionelle Widerstände, die häufig von Interessengruppen der Atomkraft und der fossilen Energieträger ausgehen | Hermann Scheer                       |
| 1999 | Juan Garcés (* 1944) | Spanien                              | für seine langjährigen Bemühungen, die Straffreiheit des früheren chilenischen Diktators Augusto Pinochet zu beenden |                                      |
| 1999 | Consolidation of the Amazon Region (COAMA, gegr. 1990)                                                                         | Kolumbien                            | |                                      |
| 1999 | Grupo de Agricultura Orgánica (GAO, gegr. 1993)                                                                                | Kuba                                 | |                                      |

### 2000–2009
| Jahr | Person oder Einrichtung                                                                                           | Land zur Zeit der Auszeichnung | Hintergrund und Begründung | Bild                                      |
| ---- | --- | ------------------------------ | --- | ----------------------------------------- |
| 2000 | Tewolde Berhan Gebre Egziabher (1940–2023)                                                                        | Äthiopien                      | Umweltschützer, für seine beispielhafte Arbeit zum Schutz der Artenvielfalt und der traditionellen Rechte von Farmern und Gemeinschaften auf ihre genetischen Ressourcen |                                           |
| 2000 | Munir Said Thalib (1965–2004)                                                                                     | Indonesien                     | Menschenrechtsaktivist, für seinen Mut im Kampf für die Menschenrechte und die zivile Kontrolle des indonesischen Militärs |                                           |
| 2000 | Birsel Lemke (* 1950)                                                                                             | Türkei                         | für ihren ausdauernden Kampf zum Schutz ihres Landes vor den katastrophalen Folgen des Goldabbaus mit Zyanid |                                           |
| 2000 | Wes Jackson (* 1936), The Land Institute (TLI, gegr. 1976)                                                        | Vereinigte Staaten             | Pflanzengenetiker, für sein mehr als zwei Jahrzehnte dauerndes Engagement für den schonenden Umgang mit landwirtschaftlichen Ressourcen, darunter die Entwicklung von mehrjährigen Getreidekulturen, die sowohl besonders ertragreich, als auch ökologisch nachhaltig sind                                                                                    | Wes Jackson                               |
| 2001 | José Antonio Abreu (1939–2018)                                                                                    | Venezuela                      | dafür, unzähligen Kindern und Gemeinschaften, gerade auch den Armen, den Spaß an und den Nutzen von Musik näher gebracht und eine Art musikalischer und kultureller Renaissance in Venezuela erreicht zu haben | José Antonio Abreu                        |
| 2001 | Gusch Schalom (gegr. 1993), Uri Avnery (1923–2018) und Rachel Avnery (1932–2011)                                  | Israel                         | für ihre auch unter schwierigen Umständen aufrechterhaltene unerschütterliche Überzeugung, dass Frieden und Ende des Terrorismus in Israel nur durch Gerechtigkeit und Aussöhnung erreicht werden können | Uri Avnery · Rachel Avnery (3. von links) |
| 2001 | Leonardo Boff (* 1938)                                                                                            | Brasilien                      | für seine motivierenden Erkenntnisse in der Verbindung von menschlicher Spiritualität, sozialer Gerechtigkeit und Umweltschutz sowie sein langanhaltendes Engagement für die Armen, um diese Werte in ihrem Leben und ihren Gemeinden zu verwirklichen | Leonardo Boff                             |
| 2001 | Trident Ploughshares (gegr. 1998)                                                                                 | Vereinigtes Königreich         | als Modell einer prinzipientreuen, transparenten und gewaltfreien Aktionsgemeinschaft zur Befreiung der Welt von Nuklearwaffen |                                           |
| 2002 | Martin Green (* 1948)                                                                                             | Australien                     | Ehrenpreis für seinen Einsatz und herausragenden Erfolg auf dem Gebiet der Nutzbarmachung der Solarenergie | Martin Green                              |
| 2002 | Centre Jeunes Kamenge (CJK, gegr. 1991)                                                                           | Burundi                        | für beispielhafte und unbezwingbare Courage, Mitgefühl, sowie den Beweis, dass junge Menschen unterschiedlicher Volksgruppen auch nach neun Jahren eines mörderischen Bürgerkriegs lernen können, miteinander zu leben und eine gemeinsame Zukunft in Harmonie und Frieden aufzubauen.                                                                        |                                           |
| 2002 | Kvinna Till Kvinna (KtK, gegr. 1993)                                                                              | Schweden                       | für ihren bemerkenswerten Erfolg, die durch Hass zwischen ethnischen Gruppen und Krieg verursachten Wunden zu heilen, indem sie Frauen, oftmals die vorrangigen Opfer des Krieges, dabei hilft, Vorreiter auf dem Weg der Aussöhnung und Friedensbildung zu werden                                                                                            |                                           |
| 2002 | Martín Almada (1937–2024)                                                                                         | Paraguay                       | für seine außergewöhnliche Courage und seine ausdauernden Bemühungen, Folterer – insbesondere während der Militärdiktatur unter Alfredo Stroessner – zu entlarven und vor Gericht zu stellen sowie sein Heimatland Paraguay auf einen neuen demokratischen Kurs zu bringen, der die Wahrung der Menschenrechte und nachhaltige Entwicklung einschließt        | Martín Almada                             |
| 2003 | David Lange (1942–2005)                                                                                           | Neuseeland                     | Ehrenpreis für den Kampf gegen Kernwaffen | David Lange                               |
| 2003 | Walden Bello (* 1945) und Nicanor Perlas (1950–2025)                                                              | Philippinen                    | für ihre vorzüglichen Beiträge zur Aufklärung der Zivilgesellschaft über die Auswirkungen der Globalisierung und dafür, wie Alternativen dazu verwirklicht werden können | Walden Bello · Nicanor Perlas             |
| 2003 | Citizens’ Coalition for Economic Justice (CCEJ, gegr. 1989)                                                       | Südkorea                       | Bürgerbewegung, für ihre Bemühungen, die wirtschaftliche Entwicklung in Korea gerechter, demokratischer und umfassender zu gestalten |                                           |
| 2003 | Sekem (gegr. 1977), Ibrahim Abouleish (1937–2017)                                                                 | Ägypten                        | Agrar-Unternehmen, für die Entwicklung eines Geschäftsmodells für das 21. Jahrhundert, in dem wirtschaftlicher Erfolg in die soziale und kulturelle Entwicklung der Gesellschaft integriert ist und dies durch die „Wirtschaft der Liebe“ fördert. | Sekem · Ibrahim Abouleish                 |
| 2004 | Swami Agnivesh (1939–2020), Asghar Ali Engineer (1939–2013)                                                       | Indien                         | Ehrenpreis für Verständigung und Toleranz zwischen den Religionen Asiens | Swami Agnivesh · Asghar Ali Engineer      |
| 2004 | Memorial (gegr. 1989)                                                                                             | Russland                       | Menschenrechtsorganisation, für die mit großem Mut und unter schwierigen Bedingungen durchgeführte Dokumentation von Menschenrechtsverletzungen in Russland, insbesondere auch in Tschetschenien |                                           |
| 2004 | Bianca Jagger (* 1945)                                                                                            | Nicaragua                      | frühere Gattin des Rolling-Stones-Sängers Mick Jagger, für ihren langjährigen Einsatz für soziale Gerechtigkeit, Umweltschutz und die Menschenrechte im Kosovo, Bosnien und Herzegowina, Afghanistan und Pakistan | Bianca Jagger                             |
| 2004 | Raúl Montenegro (* 1949)                                                                                          | Argentinien                    | für seine hervorragende und weitreichende Arbeit mit örtlichen Gemeinschaften und indigenen Völkern zum Schutz der Umwelt und der natürlichen Ressourcen in Lateinamerika und anderswo. | Raúl Montenegro                           |
| 2005 | Francisco Toledo (1940–2019)                                                                                      | Mexiko                         | Ehrenpreis für den Einsatz zur Bewahrung des kulturellen Erbes Mexikos | Francisco Toledo                          |
| 2005 | Maude Barlow (* 1947) und Tony Clarke (1944–2024)                                                                 | Kanada                         | für die Forderung nach einem Grundrecht auf Wasser und einem gerechten Welthandel (siehe: Globalisierungskritik) | Maude Barlow · Tony Clarke                |
| 2005 | First People of Kalahari (FPK, gegr. 1991), Roy Sesana (* um 1950)                                                | Botswana                       | für den Kampf der San, Ureinwohner der Kalahari, insbesondere in Botswana | Roy Sesana                                |
| 2005 | Irene Fernandez (1946–2014)                                                                                       | Malaysia                       | für ihren Einsatz gegen Gewalt gegen Frauen und die Ausbeutung von Wanderarbeitern in Malaysia | Irene Fernandez                           |
| 2006 | Chico Whitaker (* 1931)                                                                                           | Brasilien                      | Ehrenpreis für lebenslangen Einsatz für soziale Gerechtigkeit, mit der Stärkung der Demokratie in Brasilien und der Gründung des Weltsozialforums als Folge | Chico Whitaker                            |
| 2006 | Daniel Ellsberg (1931–2023)                                                                                       | Vereinigte Staaten             | der während des Vietnamkrieges als sogenannter „Whistleblower“ die Pentagon-Papiere an die Öffentlichkeit gebracht hatte, für seine Bereitschaft, „Frieden und Wahrheit den Vorrang einzuräumen“ | Daniel Ellsberg                           |
| 2006 | Ruth Manorama (* 1952)                                                                                            | Indien                         | für ihren jahrzehntelangen Einsatz für die Gleichstellung von Frauen der Dalit, der auch als „Unberührbare“ bezeichneten unteren Gesellschaftsschichten in Indien |                                           |
| 2006 | Internationales Poesiefestival Medellín (gegr. 1991)                                                              | Kolumbien                      | das gezeigt habe, „wie Kreativität, Schönheit, freier Ausdruck und Gemeinschaftssinn selbst unter Bedingungen geprägt von Angst und Gewalt blühen und diese sogar überwinden können“ |                                           |
| 2007 | Christopher Weeramantry (1926–2017)                                                                               | Sri Lanka                      | Jurist aus Sri Lanka, für „seine lebenslange bahnbrechende Arbeit für die Stärkung und Ausweitung des Völkerrechts“ | Christopher Weeramantry                   |
| 2007 | Dekha Ibrahim Abdi (1964–2011)                                                                                    | Kenia                          | Friedensaktivistin, „weil sie in unterschiedlichen ethnischen und kulturellen Situationen gezeigt hat, wie religiöse und andere Differenzen sogar nach gewalttätigen Konflikten versöhnt werden können und wie in einem kooperativen Prozess Frieden und Entwicklung erreicht werden kann“.                                                                   |                                           |
| 2007 | Percy Schmeiser (1931–2020) und Louise Schmeiser (* 1931)                                                         | Kanada                         | bekannt geworden durch ihre juristische Auseinandersetzung mit dem Gensaatgutkonzern Monsanto, „für ihren Mut bei der Verteidigung der Artenvielfalt und der Rechte der Bauern, und dafür, dass sie die derzeitige ökologisch und moralisch perverse Auslegung des Patentrechts in Frage stellen“.                                                            | Percy Schmeiser                           |
| 2007 | Grameen Shakti (gegr. 1996)                                                                                       | Bangladesch                    | eine nach dem Erfolg der Grameen Bank gegründete Non-Profit-Organisation, die sich zum Ziel gesetzt hat, Dörfer durch Verbreitung von Solartechnik mit Strom zu versorgen, „weil sie in Tausenden bangladeschischen Dörfern eine nachhaltige Beleuchtung und Energieversorgung möglich gemacht haben, die die Gesundheit, Bildung und Produktivität fördert“. |                                           |
| 2008 | Krishnammal (* 1926) und Sankaralingam Jagannathan (1912–2013), Land for the Tillers’ Freedom (LAFTI, gegr. 1981) | Indien                         | für ihre „lebenslange Arbeit für die Verwirklichung der gandhischen Vision von sozialer Gerechtigkeit und nachhaltiger menschlicher Entwicklung“ | Krishnammal und Sankaralingam Jagannathan |
| 2008 | Amy Goodman (* 1957)                                                                                              | Vereinigte Staaten             | Journalistin, Gründerin des unabhängigen Politikmagazins Democracy Now! (gegr. 1996), für die „Entwicklung eines innovativen Modells wahrhaft unabhängigen politischen Journalismus“ | Amy Goodman                               |
| 2008 | Asha Haji Elmi (* 1962)                                                                                           | Somalia                        | Friedensaktivistin, „weil sie Mitwirkung von Frauen im Friedensprozess ihres vom Krieg zerrissenen Landes organisiert und anführt“ | Asha Haji Elmi                            |
| 2008 | Monika Hauser (* 1959)                                                                                            | Deutschland                    | Ärztin, Gründerin der Frauenrechtsorganisation medica mondiale, „für ihren unermüdlichen Einsatz für Frauen, die in Krisenregionen schrecklichste sexualisierte Gewalt erfahren haben“ | Monika Hauser                             |
| 2009 | David Suzuki (* 1936)                                                                                             | Kanada                         | Wissenschaftsjournalist und Umweltaktivist, Ehrenpreis zur Würdigung seines langjährigen Einsatzes „für die soziale Verantwortung der Wissenschaft, sowie zur Aufklärung über die Gefahren des Klimawandels und die zu seiner Begrenzung erforderlichen Maßnahmen“                                                                                            | David Suzuki                              |
| 2009 | René Ngongo (* 1961)                                                                                              | Demokratische Republik Kongo   | „für seinen Mut, sich jenen Kräften entgegenzustellen, die die Regenwälder des Kongo zerstören, und für seine Bemühungen, politische Unterstützung für deren Bewahrung und nachhaltige Nutzung zu schaffen“ | René Ngongo                               |
| 2009 | Alyn Ware (* 1962)                                                                                                | Neuseeland                     | Pazifist, „für seinen Einsatz und seine internationalen Initiativen über zwei Jahrzehnte zur Stärkung der Friedenserziehung und zur Schaffung einer atomwaffenfreien Welt“ | Alyn Ware                                 |
| 2009 | Catherine Hamlin (1924–2020)                                                                                      | Australien                     | Ärztin, Gründerin des Addis Ababa Fistula Hospital (gegr. 1974) in Äthiopien, „weil sie sich seit fünfzig Jahren der Behandlung von Patientinnen mit Geburtsfisteln widmet und dabei die Gesundheit, Hoffnung und Würde von Tausenden ärmster afrikanischer Frauen wiederhergestellt hat“.                                                                    | Catherine Hamlin                          |

### 2010–2019
| Jahr | Person oder Einrichtung                                                                          | Land zur Zeit der Auszeichnung             | Hintergrund und Begründung | Bild                                                                        |
| ---- | ------------------------------------------------------------------------------------------------ | ------------------------------------------ | --- | --------------------------------------------------------------------------- |
| 2010 | Nnimmo Bassey (* 1958)                                                                           | Nigeria                                    | Der Umweltschützer erhält den Preis für das Aufzeigen der menschlichen Kosten der Ölförderung. | Nnimmo Bassey                                                               |
| 2010 | Erwin Kräutler (* 1939)                                                                          | Brasilien                                  | Der Bischof wird für seinen Einsatz für die indianischen Ureinwohner geehrt. | Erwin Kräutler                                                              |
| 2010 | Shrikrishna Upadhyay (* 1945), Sappros (gegr. 1991)                                              | Nepal                                      | Die Organisation Sappros und ihr Gründer Shrikrishna Upadhyay für das Mobilisieren von Dorfgemeinschaften gegen die eigene Armut. |                                                                             |
| 2010 | Physicians for Human Rights – Israel (PHRI, gegr. 1988)                                          | Israel                                     | für ihren Einsatz für das Recht auf Gesundheit für alle Menschen in Israel und Palästina | Physicians for Human Rights                                                 |
| 2011 | Huang Ming (* 1958)                                                                              | Volksrepublik China                        | Unternehmer, Ehrenpreis für Pionierleistungen im Bereich klimafreundlicher Solarenergie |                                                                             |
| 2011 | Jacqueline Moudeina (* 1957)                                                                     | Tschad                                     | Die Anwältin erhält den Preis für ihren furchtlosen Einsatz, den früheren Diktator des Landes, Hissène Habré, vor Gericht zu bringen. |                                                                             |
| 2011 | GRAIN (gegr. 1990)                                                                               | Spanien                                    | die Bauernhilfsorganisation wird ausgezeichnet, weil sie den massiven Aufkauf von Farmland in Entwicklungsländern durch Finanzinvestoren entlarvt (Land Grabbing) | Logo von GRAIN                                                              |
| 2011 | Ina May Gaskin (* 1940)                                                                          | Vereinigte Staaten                         | Die Hebamme wird für ihr Engagement im Hebammen-Wesen geehrt. | Ina May Gaskin                                                              |
| 2012 | Hayrettin Karaca (1922–2020)                                                                     | Türkei                                     | Ehrenpreis an den Umweltschützer, der sich für die Bewahrung natürlicher Lebensräume einsetzt |                                                                             |
| 2012 | Sima Samar (* 1957)                                                                              | Afghanistan                                | Die Ärztin und Politikerin wird für ihren langjährigen Einsatz für die Menschenrechte, speziell für Rechte der Frauen, ausgezeichnet. | Sima Samar                                                                  |
| 2012 | Gene Sharp (1928–2018)                                                                           | Vereinigte Staaten                         | Der Politikwissenschaftler wird für seine Studien zur gewaltfreien Aktion und deren Verbreitung in Krisengebieten auf der ganzen Welt geehrt. |                                                                             |
| 2012 | Campaign Against Arms Trade (CAAT, gegr. 1974)                                                   | Vereinigtes Königreich                     | Die Organisation wird für Kampagnen gegen den globalen Waffenhandel ausgezeichnet. |                                                                             |
| 2013 | Paul F. Walker (* 1946)                                                                          | Vereinigte Staaten                         | Der Politikwissenschaftler setzt sich seit Jahrzehnten aktiv für die Ächtung, Nichtverbreitung und Vernichtung von Chemiewaffen ein. | Paul F. Walker                                                              |
| 2013 | Raji Sourani (* 1953)                                                                            | Palästina                                  | Der Rechtsanwalt aus dem Gazastreifen ist der Gründer des Palästinensischen Zentrums für Menschenrechte sowie Präsident der Arabischen Organisation für Menschenrechte. Er vertritt regelmäßig Opfer von Menschenrechtsverletzungen vor israelischen Gerichten und wurde deswegen bereits sechsmal von sowohl palästinensischer als auch israelischer Seite aus inhaftiert. Er erhält den Preis „für sein beharrliches Engagement für Menschenrechte und Rechtsstaatlichkeit unter extrem schwierigen Bedingungen“. Es ist das erste Mal, dass ein Right Livelihood Award an einen Palästinenser geht.   | Raji Sourani                                                                |
| 2013 | Denis Mukwege (* 1955)                                                                           | Republik Kongo                             | Der Gynäkologe, Gründer und leitender Chirurg des Panzi-Hospitals in Bukavu, in dem seit 1996, seit dem Völkermord in Ruanda, mehr als 40.000 vergewaltigte und verstümmelte Frauen behandelt wurden. In der Region Kivu setzen alle Kriegsparteien Vergewaltigung als Waffe ein. Im Oktober 2012 wurde ein Mordanschlag auf ihn verübt. Er erhält den Preis „für seine langjährige Arbeit, Frauen, die sexuelle Kriegsgewalt überlebt haben, zu heilen, und für seinen Mut, die Ursachen und Verantwortlichen zu benennen“.                                                                             | Denis Mukwege                                                               |
| 2013 | Hans Rudolf Herren (* 1947); Biovision (gegr. 1998/2004)                                         | Schweiz                                    | Der Insektenkundler unterstützt mit seiner Stiftung afrikanische Bauern darin, mit Hilfe von Prinzipien des ökologischen Landbaus die dortige Ernährungssituation zu verbessern. Er gilt als Pionier der biologischen Schädlingsbekämpfung. Er erhält den Preis „weil er mit wissenschaftlicher Expertise und bahnbrechender praktischer Arbeit einer gesunden, sicheren und nachhaltigen globalen Nahrungsversorgung den Weg bahnt“. Herren ist der erste Preisträger aus der Schweiz. | Hans Rudolf Herren · Biovision                                              |
| 2014 | Edward Snowden (* 1983) Alan Rusbridger (* 1953)                                                 | Vereinigte Staaten, Vereinigtes Königreich | Der Ex-Geheimdienstmitarbeiter und Whistleblower Snowden und der Herausgeber und Chefredakteur des Guardian Rusbridger werden zusammen mit dem Ehrenpreis ausgezeichnet, „weil [ersterer] […] mit Mut und Kompetenz das beispiellose Ausmaß staatlicher Überwachung enthüllt hat, die grundlegende demokratische Prozesse und verfassungsmäßige Rechte verletzt“ und letzterer „für den Aufbau einer globalen Medienorganisation, die sich verantwortlichem Journalismus im öffentlichen Interesse verschrieben hat und gegen große Widerstände illegales Handeln von Unternehmen und Staaten enthüllt“. | Edward Snowden · Alan Rusbridger                                            |
| 2014 | Asma Jilani Jahangir (1952–2018)                                                                 | Pakistan                                   | Die Menschenrechtlerin und Rechtsanwältin wird ausgezeichnet, „weil sie die Menschenrechte in Pakistan und darüber hinaus verteidigt, schützt und stärkt – oft in sehr schwierigen und komplexen Situationen und unter großem persönlichen Risiko“. | Asma Jilani Jahangir                                                        |
| 2014 | Basil Fernando (* 1944) Asiatische Menschenrechtskommission (gegr. 1984)                         | Sri Lanka, Hongkong                        | Der Menschenrechtsaktivist erhält zusammen mit seiner Hongkonger Organisation den Preis „für seine unermüdliche und herausragende Arbeit für die Umsetzung der Menschenrechte in Asien und deren Dokumentation“. | Basil Fernando                                                              |
| 2014 | Bill McKibben (* 1960) 350.org (gegr. 2008)                                                      | Vereinigte Staaten                         | Der Umweltaktivist und die von ihm gegründete Klimaschutzorganisation werden ausgezeichnet „für die erfolgreiche Mobilisierung einer wachsenden zivilgesellschaftlichen Bewegung für weitreichende Maßnahmen gegen den Klimawandel in den Vereinigten Staaten und weltweit“. | Bill McKibben · 350.org                                                     |
| 2015 | Tony de Brum (1945–2017) und das Volk der Marshallinseln                                         | Marshallinseln                             | Ehrenpreis „in Anerkennung ihrer Vision und ihres Mutes, mit rechtlichen Mitteln gegen die Atommächte vorzugehen, weil diese ihren Abrüstungsverpflichtungen aus dem Atomwaffensperrvertrag nicht nachkommen“ | Tony de Brum · Flagge der Marshallinseln                                    |
| 2015 | Sheila Watt-Cloutier (* 1953)                                                                    | Kanada                                     | „für ihren lebenslangen Einsatz für die Rechte der Inuit und für den Erhalt ihrer Lebensgrundlage und Kultur, die vom Klimawandel akut bedroht sind“ | Sheila Watt-Cloutier                                                        |
| 2015 | Kasha Jacqueline Nabagesera (* 1980)                                                             | Uganda                                     | „weil sie sich trotz unerträglicher Einschüchterung und Gewalt mit Mut und Hartnäckigkeit für das Recht von Lesben, Schwulen, Bisexuellen, Transgender und Intersexuellen auf ein Leben ohne Vorurteile und Verfolgung einsetzt“ | Kasha Jacqueline Nabagesera                                                 |
| 2015 | Gino Strada (1948–2021) und Emergency (gegr. 1994)                                               | Italien                                    | „für die Schaffung hervorragender medizinischer und chirurgischer Nothilfe für die Opfer von Konflikt und Ungerechtigkeit und für seinen furchtlosen Einsatz gegen die Ursachen von Krieg“ | Gino Strada · Emergency                                                     |
| 2016 | Cumhuriyet (gegr. 1924)                                                                          | Türkei                                     | „für ihren unerschrockenen investigativen Journalismus und ihr bedingungsloses Bekenntnis zur Meinungsfreiheit trotz Unterdrückung, Zensur, Gefängnis und Morddrohung“ | Logo der Cumhuriyet                                                         |
| 2016 | Syrischer Zivilschutz (Weißhelme) (gegr. 2013)                                                   | Syrien                                     | „Rettungsanker und eine seltene Quelle der Hoffnung für die leidende Zivilbevölkerung“ |                                                                             |
| 2016 | Mozn Hassan (* 1979) und Nazra für feministische Studien (gegr. 2007)                            | Ägypten                                    | „für ihren Einsatz für die Gleichstellung und die Rechte von Frauen unter Umständen von anhaltender Gewalt, Missbrauch und Diskriminierung“ |                                                                             |
| 2016 | Swetlana Gannuschkina (* 1942)                                                                   | Russland                                   | „für ihr jahrzehntelanges Engagement für Menschenrechte und Gerechtigkeit für Geflüchtete und Migranten sowie für die Förderung von Toleranz zwischen verschiedenen ethnischen Gruppen.“ | Swetlana Gannuschkina                                                       |
| 2017 | Robert Bilott (* 1965)                                                                           | Vereinigte Staaten                         | „für die Aufdeckung einer über Jahrzehnte andauernden chemischen Umweltverschmutzung, das Erreichen von Entschädigung für deren Opfer und seinen Einsatz für eine effektivere Regulierung gefährlicher Chemikalien“ | Robert Bilott                                                               |
| 2017 | Colin Gonsalves (* 1952)                                                                         | Indien                                     | „für seinen unermüdlichen und innovativen Einsatz vor Gericht, um die grundlegenden Menschenrechte von Indiens marginalisiertesten Bürgern zu schützen“ | Colin Gonsalves                                                             |
| 2017 | Xədicə İsmayılova (Khadija Ismayilova; * 1976)                                                   | Aserbaidschan                              | „für ihren Mut und ihre Hartnäckigkeit, Korruption auf höchster Regierungsebene durch herausragenden investigativen Journalismus aufzudecken“ | Xədicə İsmayılova                                                           |
| 2017 | Yetnebersh Nigussie (* 1982)                                                                     | Äthiopien                                  | „für ihre inspirierende Arbeit, die Rechte von Menschen mit Behinderungen zu stärken und sich für deren Inklusion stark zu machen. Sie ermöglicht es Menschen, ihr Potenzial voll auszuschöpfen und verändert dabei die Denkweise in unserer Gesellschaft“ | Yetnebersh Nigussie                                                         |
| 2018 | Thelma Aldana (* 1955), Iván Velásquez Gómez (* 1955)                                            | Guatemala, Kolumbien                       | Nicht dotierter Ehrenpreis an die Juristen für ihr Engagement gegen Machtmissbrauch und Korruption | Thelma Aldana (Januar 2018) · Ivan Velasquez (2017)                         |
| 2018 | Abdullah al-Hamid (1950–2020), Mohammed Fahad al-Kahtani (* 1965), Walid Abu al-Chair (* 1979)   | Saudi-Arabien                              | Für ihr Engagement für Menschenrechte, eine Gewaltenteilung und die Abschaffung männlicher Vormundschaft in ihrem autoritär regierten Land (alle drei seit April 2014 bis heute mehrjährige Haftstrafen verbüßend) | Al-Hamid, Alkhair und Al-Qahtani (von links, November 2012)                 |
| 2018 | Tony Rinaudo (* 1957), Yacouba Sawadogo (1946–2023)                                              | Australien, Burkina Faso                   | Für ihr Engagement zur land- und forstwirtschaftlichen Nutzung und Waldgewinnung (FMNR) auf bis dahin dürrem und unfruchtbarem Land in Afrika | Tony Rinaudo (2013) · Yacouba Sawadogo (2019)                               |
| 2019 | Aminatou Haidar (* 1966)                                                                         | Westsahara                                 | „Für ihren unerschütterlichen gewaltlosen Widerstand, trotz Gefangenschaft und Folter, im Streben nach Gerechtigkeit und Selbstbestimmung für das Volk der Westsahara.“ | Aminatou Haidar (2006)                                                      |
| 2019 | Guo Jianmei (* 1961)                                                                             | Volksrepublik China                        | „Für ihre bahnbrechende und beharrliche Arbeit zur Stärkung der Frauenrechte in China.“ | Guo Jianmei                                                                 |
| 2019 | Greta Thunberg (* 2003)                                                                          | Schweden                                   | „Weil sie der politischen Forderung nach dringenden Klimaschutzmaßnahmen weltweit Gehör verschafft.“ | Thunberg während einer Rede vor dem EU-Parlament in Straßburg im April 2019 |
| 2019 | Davi Kopenawa Yanomami (* 1956) und seine Organisation Hutukara Associação Yanomami (gegr. 2004) | Brasilien                                  | „Für ihre mutige Entschlossenheit, die Wälder und die Artenvielfalt des Amazonas sowie das Land und die Kultur seiner Ureinwohner zu schützen.“ | Davi Kopenawa Yanomami                                                      |

### Ab 2020
| Jahr | Person oder Einrichtung                                                               | Land zur Zeit der Auszeichnung | Hintergrund und Begründung | Bild                                                 |
| ---- | ------------------------------------------------------------------------------------- | ------------------------------ | --- | ---------------------------------------------------- |
| 2020 | Nasrin Sotudeh (* 1963)                                                               | Iran                           | „Für ihr furchtloses Engagement unter hohem persönlichem Risiko zur Förderung politischer Freiheiten und der Menschenrechte im Iran.“ | Nasrin Sotoudeh                                      |
| 2020 | Bryan Stevenson (* 1959)                                                              | Vereinigte Staaten             | „Für sein inspirierendes Bestreben, die US-amerikanische Strafjustiz zu reformieren und Menschen unterschiedlicher Ethnien im Angesicht des historischen Traumas zu versöhnen.“                                                                  | Bryan Stevenson                                      |
| 2020 | Lottie Cunningham Wren (* 1959)                                                       | Nicaragua                      | „Für ihren unermüdlichen Einsatz für den Schutz des indigenen Landes und der indigenen Gemeinschaften vor Ausbeutung und Plünderung“ | Lottie Cunningham Wren                               |
| 2020 | Ales Bjaljazki (* 1962) und Wjasna (gegr. 1996)                                       | Belarus                        | „Für ihren entschlossenen Kampf für die Verwirklichung von Demokratie und Menschenrechten in Belarus.“ | Alaksandr Bialacki · Wjasna                          |
| 2021 | Freda Huson (* 1964)                                                                  | Kanada                         | „Für ihren furchtlosen Einsatz für die Rückgewinnung der Kultur ihres Volkes und die Verteidigung ihres Landes gegen katastrophale Pipeline-Projekte“                                                                                            |                                                      |
| 2021 | Wladimir Sliwjak (* 1973)                                                             | Russland                       | „Für seinen Einsatz für die Umwelt und für die Unterstützung des Widerstands der Bevölkerung gegen die Kohle- und Atomindustrie in Russland“ | Wladimir Sliwjak                                     |
| 2021 | Marthe Wandou (* 1963)                                                                | Kamerun                        | „Für den Aufbau eines Modells des gemeindebasierten Kinderschutzes angesichts terroristischer Aufstände und geschlechtsspezifischer Gewalt in der Tschadsee-Region in Kamerun“                                                                   |                                                      |
| 2021 | Legal Initiative for Forest and Environment (gegr. 2005)                              | Indien                         | „Für ihre innovative juristische Arbeit, mit der sie Gemeinden beim Schutz ihrer Ressourcen im Streben nach Umweltdemokratie in Indien unterstützen“                                                                                             |                                                      |
| 2022 | Oleksandra Matwijtschuk (* 1983) und das Center for Civil Liberties (CCL, gegr. 2007) | Ukraine                        | „Für den Aufbau nachhaltiger demokratischer Institutionen in der Ukraine und die Gestaltung eines Weges zur internationalen Rechenschaftspflicht für Kriegsverbrechen“                                                                           | Oleksandra Matwijtschuk · Center for Civil Liberties |
| 2022 | Fartuun Adan (* 1969) und ihre Tochter Ilwad Elman (* 1989)                           | Somalia                        | „Für die Förderung von Frieden, Entmilitarisierung und Menschenrechten in Somalia angesichts von Terrorismus und geschlechtsspezifischer Gewalt“                                                                                                 | Fartuun Adan 2015 · Ilwad Elman 2012                 |
| 2022 | Africa Institute for Energy Governance (Afiego, gegr. 2005)                           | Uganda                         | „Für ihren mutigen Einsatz für Klimagerechtigkeit und die Rechte von Gemeinden, die durch ausbeuterische Energieprojekte in Uganda verletzt werden“                                                                                              |                                                      |
| 2022 | Cecosesola (Central Coperativa de Servicios Sociales del Estado Lara, gegr. 1967)     | Venezuela                      | „Für die Einführung eines gerechten und kooperativen Wirtschaftsmodells als solide Alternative zu gewinnorientierten Wirtschaftssystemen“ |                                                      |
| 2023 | Eunice Brookman-Amissah (* 1945)                                                      | Ghana                          | „Dafür, dass sie eine umfassende gesellschaftliche Auseinandersetzung über die reproduktiven Rechte von Frauen in Afrika angestoßen und den Weg für liberale Abtreibungsgesetze und einen besseren Zugang zu sicheren Abtreibungen geebnet hat.“ |                                                      |
| 2023 | Mother Nature Cambodia (gegr. 2012)                                                   | Kambodscha                     | „Für ihren unerschrockenen und erfolgreichen Umwelt-Aktivismus trotz massiv eingeschränkter zivilgesellschaftlicher Handlungsspielräume in Kambodscha.“                                                                                          |                                                      |
| 2023 | Phyllis Omido (* 1978)                                                                | Kenia                          | „Für ihren bahnbrechenden Einsatz für die Land- und Umweltrechte lokaler Gemeinschaften und die Weiterentwicklung des Umweltrechts.“ |                                                      |
| 2023 | SOS Méditerranée (gegr. 2015)                                                         | Europa                         | „Für ihre lebensrettenden humanitären Search and Rescue-Einsätze im Mittelmeer.“ | SOS Méditerranée                                     |
| 2024 | Forensic Architecture (gegr. 2011)                                                    | Vereinigtes Königreich         | „Für die Entwicklung interdisziplinärer und digitaler forensischer Methoden, im Namen von Gerechtigkeit und Würde für die Opfer von Menschen- und Umweltrechtsverletzungen.“                                                                     |                                                      |
| 2024 | Anabela Lemos (* 1953) und Justiça Ambiental! (gegr. 2004)                            | Mosambik                       | „Weil sie Menschen dazu befähigen, für ihre Rechte einzutreten, sich ausbeuterischen Großprojekten entgegenzustellen und ökologische Gerechtigkeit einzufordern.“                                                                                |                                                      |
| 2024 | Issa Amro (* 1980) und Youth Against Settlements (gegr. 2007)                         | Palästina                      | „Für ihren unerschütterlichen gewaltfreien Widerstand gegen die illegale israelische Besatzung und die Förderung zivilgesellschaftlichen Engagements von Palästinensern mit friedlichen Mitteln.“                                                |                                                      |
| 2024 | Joan Carling (* 1963)                                                                 | Philippinen                    | „Für die Stärkung indigener Stimmen angesichts des globalen ökologischen Kollapses und ihre Führungsrolle bei der Verteidigung von Menschen, Land und Kultur.“                                                                                   |                                                      |